# 浮来春
浮来春是山东莒县出产的一种白酒，源于1927年当地招贤镇成立的“仁和泰”酒坊，1959年国有化为莒县第一酒厂，后数度易名。在原有浓香型白酒之外，又研发出酱香型白酒、和兼香型白酒。浮来春乃以沭河流域所产的玉米、高粱、小麦、大米、糯米为原料，经传统固态发酵、量质摘酒、长期储藏等传统工艺酿成的。2014年4月，入選山东省商务厅公布的第三批“山东老字号”。